# ダリア (競走馬)
ダリアまたはダーリア（Dahlia、1970年 - 2001年）はアメリカ合衆国で生まれ、フランスとアメリカ合衆国で調教を受けた競走馬である。1973年と1974年のイギリス年度代表馬、1974年エクリプス賞最優秀芝馬。馬名の由来はキク科の植物ダリアより。

## 概要
3歳時のキングジョージ6世&クイーンエリザベスステークスで競走史上最大着差の6馬身差で圧勝するなど今でも世界最強牝馬として挙げられる事が多い名牝。ブラッド・ホース誌が選ぶ20世紀のアメリカ名馬100選第50位。G1競走は計10勝。
母としても6頭の重賞優勝馬、うち4頭のG1優勝馬を輩出するなど非常に優秀な繁殖成績を残している。なかでもダハール、リヴリア、ディカードレムは種牡馬として、ベゴニアは繁殖牝馬として日本に輸入され、ワジドはジャパンカップに出走するなど産駒は日本と縁のある馬が多い。また、リヴリアはナリタタイシン（皐月賞）というJRAG1優勝馬を出した。
ライバルはアレフランスで、この馬には8回対戦して一度も先着したことが無かった。

## 競走成績
- 1972年（4戦1勝）
  - ヤコウレフ賞
- 1973年（10戦6勝）
  - サンタラリ賞（G1）、アイリッシュオークス (G1) 、キングジョージ6世&クイーンエリザベスステークス (G1) 、ワシントンDC国際 (G1) 、グロット賞 (G3) 、ニエル賞 (G3)
- 1974年 (10戦5勝)
  - サンクルー大賞 (G1) 、キングジョージ6世&クイーンエリザベスステークス (G1) 、ベンソン&ヘッジズ金杯 (G1) 、マンノウォーステークス (G1) 、カナディアン国際チャンピオンシップステークス (G2)
- 1975年（11戦1勝）
  - ベンソン&ヘッジズ金杯 (G1)
- 1976年（13戦2勝）
  - ハリウッド招待ハンデキャップ (G1)

## 代表産駒
- ダハール（29戦7勝）
  - リュパン賞 (G1) 、センチュリーハンデキャップ (G1) 、サンルイスレイステークス（G1、シンボリルドルフを破る）、サンフアンカピストラーノ招待ハンデキャップ (G1) など
- リヴリア（41戦9勝）
  - チャールズウィッティンガム記念ハンデキャップ (G1) 、カールトンF．バークハンデキャップ (G1) 、サンルイスレイステークス (G1) など
- デレガント（Delegant、36戦7勝）
  - サンフアンカピストラーノ招待ハンデキャップ (G1) など
- ダリアズドリーマー（Dahlia's Dreamer、21戦5勝）
  - フラワーボウル招待ステークス (G1) など

## 血統表
| ダリアの血統(オリオール系 / Hyperion 4×5×4=15.63%、Bahram 5×5=6.25%) | ダリアの血統(オリオール系 / Hyperion 4×5×4=15.63%、Bahram 5×5=6.25%) | ダリアの血統(オリオール系 / Hyperion 4×5×4=15.63%、Bahram 5×5=6.25%) | （血統表の出典）     | （血統表の出典） |
| 父 Vaguely Noble 1965 鹿毛                                           | 父の父*ヴィエナ 1957 栗毛                                            | Aureole                                                              | Hyperion             | Hyperion         |
| 父 Vaguely Noble 1965 鹿毛                                           | 父の父*ヴィエナ 1957 栗毛                                            | Aureole                                                              | Angelola             |                  |
| 父 Vaguely Noble 1965 鹿毛                                           | 父の父*ヴィエナ 1957 栗毛                                            | Turkish Blood                                                        | Turkhan              | Turkhan          |
| 父 Vaguely Noble 1965 鹿毛                                           | 父の父*ヴィエナ 1957 栗毛                                            | Turkish Blood                                                        | Rusk                 |                  |
| 父 Vaguely Noble 1965 鹿毛                                           | 父の母Noble Lassie 1956 鹿毛                                         | Nearco                                                               | Pharos               | Pharos           |
| 父 Vaguely Noble 1965 鹿毛                                           | 父の母Noble Lassie 1956 鹿毛                                         | Nearco                                                               | Nogara               |                  |
| 父 Vaguely Noble 1965 鹿毛                                           | 父の母Noble Lassie 1956 鹿毛                                         | Belle Sauvage                                                        | Big Game             | Big Game         |
| 父 Vaguely Noble 1965 鹿毛                                           | 父の母Noble Lassie 1956 鹿毛                                         | Belle Sauvage                                                        | Tropical Sun         |                  |
| 母 Charming Alibi 1963 栗毛                                          | 母の父Honeys Alibi 1952                                              | Alibhai                                                              | Hyperion             | Hyperion         |
| 母 Charming Alibi 1963 栗毛                                          | 母の父Honeys Alibi 1952                                              | Alibhai                                                              | Teresina             |                  |
| 母 Charming Alibi 1963 栗毛                                          | 母の父Honeys Alibi 1952                                              | Honeymoon                                                            | Beau Pere            | Beau Pere        |
| 母 Charming Alibi 1963 栗毛                                          | 母の父Honeys Alibi 1952                                              | Honeymoon                                                            | Panoramic            |                  |
| 母 Charming Alibi 1963 栗毛                                          | 母の母Adorada 1947                                                   | Hierocles                                                            | Abjer                | Abjer            |
| 母 Charming Alibi 1963 栗毛                                          | 母の母Adorada 1947                                                   | Hierocles                                                            | Loika                |                  |
| 母 Charming Alibi 1963 栗毛                                          | 母の母Adorada 1947                                                   | Gilded Wave                                                          | Gallant Fox          | Gallant Fox      |
| 母 Charming Alibi 1963 栗毛                                          | 母の母Adorada 1947                                                   | Gilded Wave                                                          | Ondulation F-No.13-c |                  |